# ميخائيل زاجوسكين
ميخائيل نيكولايفيتش زاجوسكين (بالروسية: Михаил Николаевич Загоскин) (25 يوليو 1789 - 5 يوليو 1852) هو كاتب مسرحي وروائي روسي عاش في القرن التاسع عشر، اشتهر بمسرحياته الاجتماعية الكوميدية وبرواياته التاريخية.

## سيرته
وُلِد زاجوسكين في قرية رامازي، التي تقع في بانزا أوبلاست، وعمل في بداية حياته أمين مكتبة، ثُمَّ في إدارة المسارح الإمبراطورية، وأخيراً عمل مديراً في متحف المعدات الحربية في موسكو. ومع بداية القرن التاسع عشر وصولاً إلى العشرينيات نشر زاجوسكين سلسلةً من المسرحيات الكوميدية. وفي 1829 نشر أشهر أعماله الأدبيَّة، وهي رواية تاريخية بعنوان "يوري ميلوسلافيسكي"، أصبحت عقب نشرها أول الكتب الأكثر مبيعاً في روسيا. معظم روايات زاجوسكين التاريخية، ومن ضمنها "يوري ميلوسلافيسكي"، كانت تقليداً واضحاً لروايات الكاتب الإسكتلندي والتر سكوت، مع إضفاء صبغة روسية على الشخصيات، وحققت جميعها شهرةً واسعةً في روسيا.
تكمن براعة زاجوسكين في قدرته المبتكرة على خلق شعورٍ بالقدم في أعماله الخيالية، خاصةً رواياته التاريخية، باستعمال أدوات لغوية، وتظهر نزعته الدرامية واضحة في تفضيله للحوار على الوصف، وكذلك في استعماله اللهجة والتعبيرات العامية.

## روابط خارجية
- ميخائيل زاجوسكين على موقع ميوزك برينز (الإنجليزية)